# Marie Granlund
Marie Elisabet Granlund, född 13 september 1962 i Sankt Johannes församling i Malmö, är en svensk politiker (socialdemokrat). Hon var riksdagsledamot 1994–2018 (ordinarie ledamot) och 2021–2022 (tjänstgörande ersättare), invald för Malmö kommuns valkrets. Sedan riksdagsvalet 2010 vice ordförande för EU-nämnden, fram till riksdagsvalet 2018. Hon har tidigare varit ledamot av näringsutskottet 1994–2002, ordförande i samma utskott 2002–2006 och vice ordförande i utbildningsutskottet 2006–2010. Hon har även varit ledamot av krigsdelegationen.
Marie Granlund började sitt politiska engagemang inom SSU i klubben SSU Flamman i Malmö. Hon blev senare ordförande för Malmö SSU-krets. Hennes intressen var bland annat internationell politik (hon besökte bland annat sandinisterna i Nicaragua och PLO i Palestina) och utbildningspolitik. Hon ledde också, tillsammans med LO:s vice ordförande Ulla Lindqvist, socialdemokraternas skolpolitiska rådslag under 2007.
Inom arbetarrörelsen har hon också varit känd som uttalad EMU-motståndare vid folkomröstningen 2003. Hon var däremot positiv till förslaget om ny EU-konstitution som lades fram, och röstade ja i folkomröstningen om medlemskap i EU 1994.
Hon har tidigare studerat vid universitet och arbetat inom vården samt varit politisk sekreterare.